# Северный, Андрей Борисович
Андре́й Бори́сович Се́верный (11 мая 1913, Тула — 3 апреля 1987, Симферополь) — советский астрофизик и астроном, академик АН СССР (1968), Герой Социалистического Труда (1973). Лауреат Сталинской премии (1952) и Государственной премии СССР. (1984).

## Биография

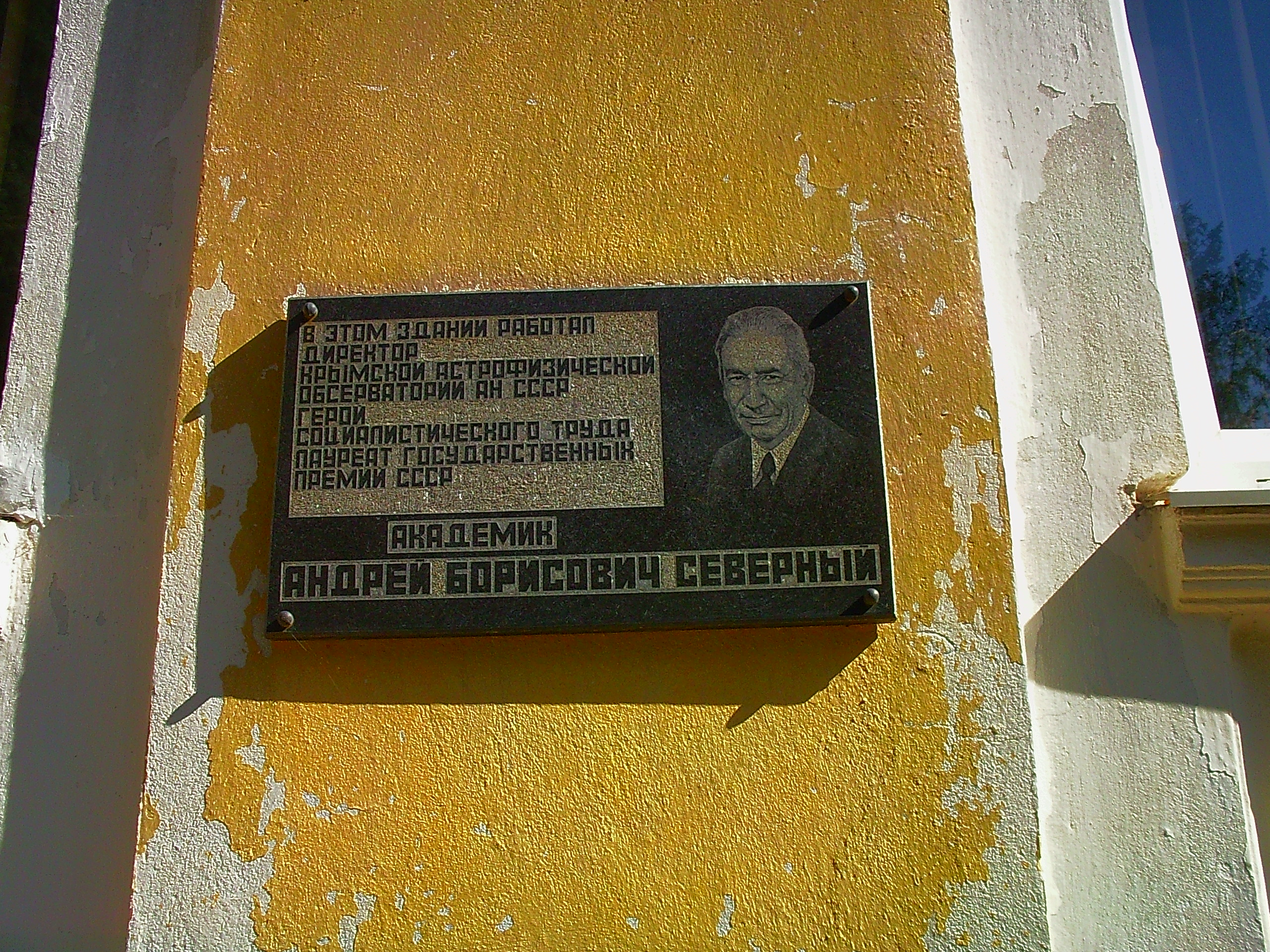
Мемориальная доска на главном здании КрАО

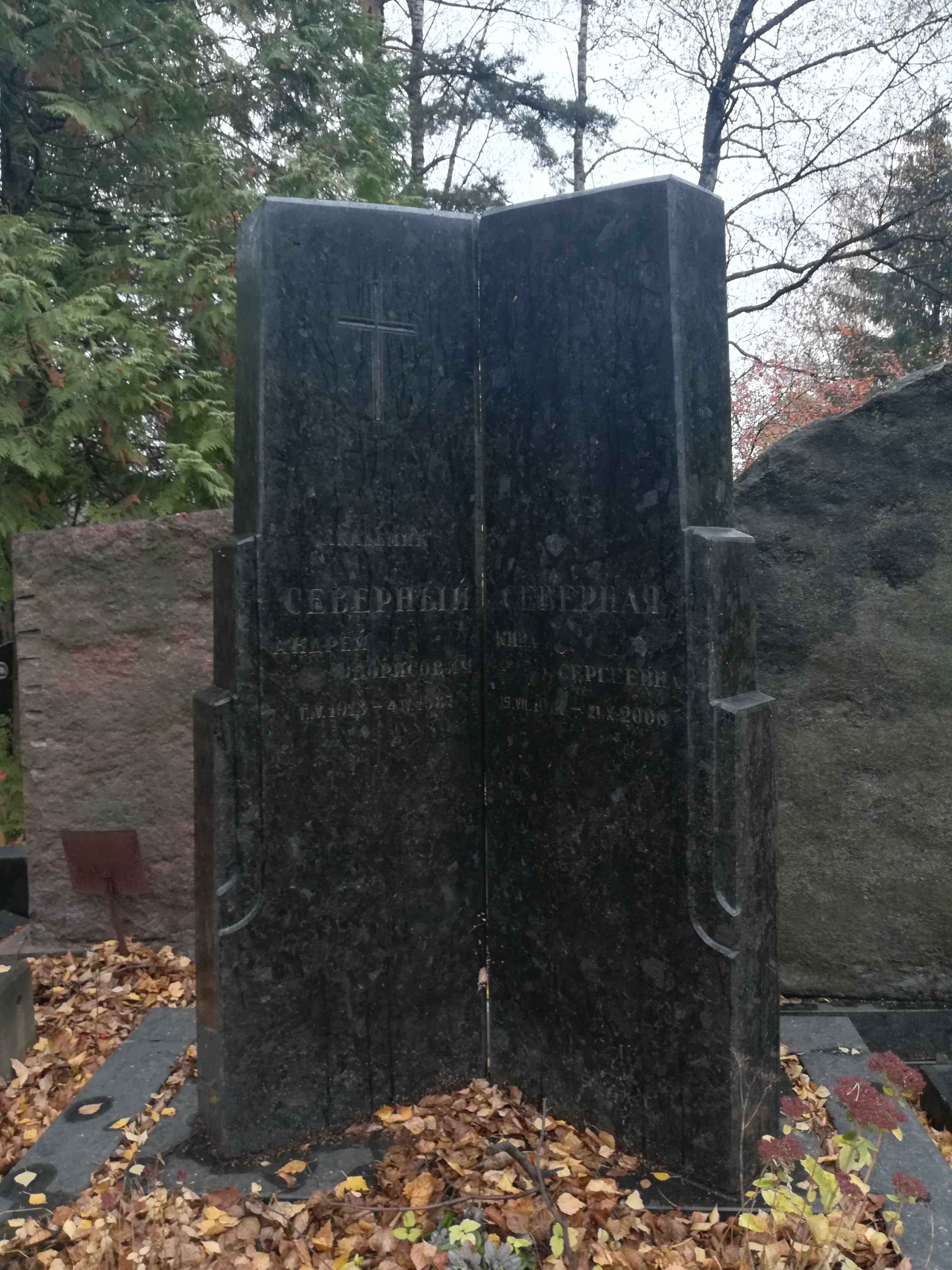
Могила на Кунцевском кладбище

В 1935 году окончил механико-математический факультет МГУ. Аспирант (1935—1939), докторант (1939—1943) АН СССР.
В 1938—1946 работал в ГАИ имени П. К. Штернберга. С 1946 года работал в КрАО АН СССР (с 1952 года — директор).
Член ВКП(б) с 1941 года.
Доктор физико-математических наук (1944). Профессор (1945). Член-корреспондент АН СССР (1958). Действительный член АН СССР (1968).
Умер 3 апреля 1987 года, похоронен на Кунцевском кладбище в Москве.

## Научные труды
- Физика Солнца, М., 1956
- Северный А. Б. Об устойчивых колебаниях газовых шаров и звёзд // Изв. КрАО, 1948, т. 1, ч. 2, с. 3-90
- Северный А. Б., Хохлова В. Л. Исследование движений и свечения солнечных протуберанцев // Изв. КрАО. — 1953. — Т. 10. — С. 9-53.
- Северный А. Б., Шапошникова Е. Ф. Исследование развития хромосферных вспышек на Солнце // Изв. КрАО. — 1954. — Т. 12. — С. 3-32.
- Северный А. Б. Исследование тонкой структуры эмиссии активных образований и нестационарных процессов на Солнце // Изв. КрАО. — 1957. — Т. 17. — С. 129—161.
- Тонкая структура эмиссииактивных образований на Солнце. // Астрономический журнал, 1956, т. 33, вып. 1
- Статьи в журнале «Успехи физических наук»
- Severny, A.B., Kotov, V.A., and Tsap, T.T., 1976. «Observations of solar pulsations», Nature, vol. 259, p. 89.

## Награды и премии
- Сталинская премия третьей степени (1952) — за научный труд «Точная теория волн установившегося вида на поверхности тяжёлой жидкости» (1951)
- Герой Социалистического Труда (10 мая 1973).
- Государственная премия СССР (1984)
- два ордена Ленина (1973, 1983)
- два ордена Октябрьской Революции (1971, 1975)
- два ордена Трудового Красного Знамени (1961, 1963)
- орден «Знак Почёта» (1953)
- медали.